# アデレード・サーティシクサーズ
アデレード・サーティシクサーズ（Adelaide 36ers）は、オーストラリアのNBLに所属するプロバスケットボールチームである。シクサーズ（Sixers）とも。本拠地はアデレードのアデレード・エンターテインメント・センター。チーム名は南オーストラリア州がイギリスの植民地となった1836年に由来する。

## 歴史
1981年にフォレストビル・イーグルスとして発足とともにNBLに参入した。
翌1982年のアデレードシティ・イーグルスを経て、1983年に現チーム名に変更。「36ers」はアデレードがイギリスの正式な植民地となった1836年に因んでいる。
1986年に初優勝を果たし、1998、1998 - 99、2001 - 02シーズンにもリーグ制覇をしている。

## 主な歴代所属選手
- キャメロン・ベアストウ
- ジョシュ・ギディー
- ブロック・モータム
- ジョシュ・チルドレス
- テレンス・ファーガソン
- マーク・デイビス
- シャノン・ショーター
- エリック・ジェイコブセン
- ジェイコブ・ワイリー
- カイ・ソット